# Церна
Церна је насељено место и седиште општине у Вуковарско-сремској жупанији, Република Хрватска.

## Историја
До територијалне реорганизације у Хрватској налазила се у саставу бивше велике општине Жупања.

## Становништво
На попису становништва 2011. године, општина Церна је имала 4.595 становника, од чега у самој Церни 3.791.
Године 1931. насеље је имало 2.316 становника.

## Попис1991.
На попису становништва 1991. године, насељено место Церна је имало 4.117 становника, следећег националног састава:
| Попис 1991.‍   | Попис 1991.‍  | Попис 1991.‍ | Попис 1991.‍ | Попис 1991.‍ |
| ------------- | ------------ | ----------- | ----------- | ----------- |
|               |              |             |             |             |
| Хрвати        | Хрвати       |             | 3.818       | 92,73%      |
| Мађари        | Мађари       |             | 49          | 1,19%       |
| Срби          | Срби         |             | 43          | 1,04%       |
| Југословени   | Југословени  |             | 40          | 0,97%       |
| Муслимани     | Муслимани    |             | 13          | 0,31%       |
| Украјинци     | Украјинци    |             | 4           | 0,09%       |
| Албанци       | Албанци      |             | 2           | 0,04%       |
| Словенци      | Словенци     |             | 2           | 0,04%       |
| Македонци     | Македонци    |             | 1           | 0,02%       |
| Црногорци     | Црногорци    |             | 1           | 0,02%       |
| остали        | остали       |             | 1           | 0,02%       |
| неопредељени  | неопредељени |             | 22          | 0,53%       |
| регион. опр.  | регион. опр. |             | 7           | 0,17%       |
| непознато     | непознато    |             | 114         | 2,76%       |
| укупно: 4.117 |              |             |             |             |